# 토리코
《토리코》(일본어: トリコ)는 시마부쿠로 미츠토시 원작의 일본 만화이다. 《주간 소년 점프》(슈에이샤)에서 2008년 25호부터 연재되었으며 연재 화수 단위는 "음식OO".

## 줄거리
"음식"을 테마로 한 이색 격투 만화. 작중의 세계 요리가 세계적인 유행이 되고 있다. "구르메 시대" 전 세계에 알려지지 않은 재료가 넘치고 하나의 재료에 억 단위의 거액이 움직이는 것도 드물지 않다. 그런 음식 시대 중 미개의 맛을 탐구하는 "미식 헌터" 토리코가 다양한 식재료를 찾아 전 세계를 모험한다. 목적 중에는 많은 맹수와 비경도 존재하기 때문에 포획이 곤란하고, 그들을 둘러싸고 치열한 싸움을 한다. "가라라악어" "무지개 열매" "복고래","리갈 매머드의 보석살"등 등장하는 재료는 대부분 가상의 재료인 것이 특징이지만, 때때로 이야기되는 과학 지식 등은 실제 것도 있다.
그리고 토리코 2부는 원작이 아니다.

## 주요 용어
소명:생물의 기척을 완전히 지우는 기술
노킹: 식재료 또는 사람의 행동을 멈춘다(단, 지로의 그랜드노킹, 타임 노킹은 예외).
헌팅레벨: 식재료의 강함을 수치로 나타낸 것이다.
위협: 자신의 구르메 세포의 강함과 그 자체를 형상화시켜 상대에게 위협감을 준다.
미식헌터: 식재료를 사냥하며, 요리사와 파트너를 맺고 협력하는 자다.
요리사: 식재료를 요리하고, 미식가와 파트너를 맺고 협력하는 자다.
구르메 시대: 식도락(食道樂)시대,미지의 맛을 찾아 탐구하는 시대를 말한다.
미식 인간국보: 미식시대의 인간국보를 말한다. 세츠노, 맬리스먼, 친 친친, 모얀 샤이샤이가 현재까지 밝혀진 미식 인간국보이다.
풀코스: 미식가의 풀코스를 뜻한다. 풀코스는 에피타이저, 스프, 샐러드, 메인, 생선, 고기, 디저트, 드링크로 이루어져있다.

## 애니메이션

### TV판
2011년 4월 3일부터 2014년 3월 30일까지는 후지 TV에서 애니메이션으로 방영되었다. 대한민국에는 중앙애니메이션 유한회사가 작품을 수입하여 2012년 3월 14일부터 카툰네트워크 채널을 통해 한국어 더빙으로 방영하고 있다. 이후 케이티와 대원방송에 작품을 배급하여 각각 올레 TV와 챔프, 애니원, 애니박스에서 카툰네트워크 방영분이 공개되었다. 카툰네트워크 원판은 '기'로 나누어 편성하고 있지 않으나 케이티와 대원방송 배급분은 '기'를 나누어 편성하고 있다.

### 극장판

#### 제1작
2014년 극장용 애니메이션 영화 『토리코 3D: 개막! 구르메 어드벤처!!』라는 제목으로 극장판이 최초로 제작되었다. 2011년 3월 19일 일본에서 개봉하였으며, 원피스 3D: 밀짚모자 체이스와 동시 상영되었다. 대한민국에는 중앙애니메이션 유한회사가 작품을 수입하여 카툰네트워크를 통해 2013년에 한국어 더빙으로 최초 공개하였고, 이후 합법 다운로드 서비스를 통해 유료 공개를 시작하였다.

#### 제2작
2013년 극장용 애니메이션 영화 『극장판 토리코 : 미식신의 스페셜메뉴』가 제작되었고, 대한민국에서는 중앙애니메이션 유한회사가 이를 수입하여 2013년 11월 28일에 한국어 더빙으로 극장 개봉하였다. 38개 극장에서 상영되어 12,635명이 관람하였고, 83,206,000원 매출을 기록하였다.

### 엔딩, 오프닝 곡
- 일본판 토리코 1기/한국판 엔딩

FT아일랜드의 '새티스팩션(satisfaction)' 이 일본판 토리코 1기와 한국판 엔딩으로 사용되었다.
- 『극장판 토리코 : 미식신의 스페셜메뉴』

FT아일랜드의 행복이론(シアワセオリー)이 이 극장판 엔딩으로 사용되었다.

## 단행본
1. 「토리코」1권 2010년 7월 25일 서울문화사 출간. ISBN : 9788926313121
2. 「토리코」2권 2010년 10월 25일 서울문화사 출간. ISBN : 9788926314425
3. 「토리코」3권 2010년 11월 25일 서울문화사 출간. ISBN : 9788926320310
4. 「토리코」4권 2011년 1월 28일 서울문화사 출간. ISBN : 9788926321683
5. 「토리코」5권 2011년 3월 30일 서울문화사 출간. ISBN : 9788926322819
6. 「토리코」6권 2011년 6월 30일 서울문화사 출간. ISBN : 9788926323892
7. 「토리코」7권 2012년 3월 15일 서울문화사 출간. ISBN : 9788926327463